# 현소진
현소진은 대한민국의 가수다. 2020년 싱글 《영화 같지 않은 이별》로 데뷔했다.

## 방송
- 히든싱어 5 (2018) - 린 편 3위

## 음반
- 영화 같지 않은 이별 (2020)

## 기타
- 현소진 <영화 같지 않은 이별> (2020) - 작사/작곡/편곡
- Euny <끝> (2020) - 작사/피처링
- 파라 <끝인걸까> (2020) - 피처링
- 김윤영 <헤어져야해> (2022) - 피처링